# الأطلس التلي
الأطلس التلي هو سلسلة جبلية تقع أساسا في شمال الجزائر، وتستمر شمال شرق المغرب. من جهة وغرب تونس من جهة أخرى. وكان يطلق على الأطلس التلي أحيانا الأطلس الصغير (لا ينبغي الخلط بينه وبين الأطلس الصغير المغربي). يحد الأطلس التلي من الغرب، في القطاع الوهراني، جبال الريف (المغرب).
وهو يتألف من سلسلة من الجبال على طول الساحل تمتد لحوالي 1 500 كيلومتر. أعلى نقطة لها هي جبل لالة خديجة، الذي يرتفع إلى 2 308 متر فوق مستوى سطح البحر في جبال جرجرة في الجزائر.

## السلاسل الجبلية
- جبال جرجرة.
- جبال الخشنة.
- جبال ساحل الجزائر.
- جبال التيطري.
- جبال الظهرة.
- الأطلس المتيجي.
- الونشريس.
- جبال بني شقران
- تسالا.
- البيبان.
- ماونة.
- السلسلة النوميدية
- المصيف القلي.
- جبال بابور

## الجبال
- جبل بوزريعة
- جبل بوزقزة
- جبل شنوة
- جبل مقرس

## الجغرافيا
- هي أساسا سلسلة من الجبال محاذي للبحر الأبيض المتوسط والتي تمتد نحو 1 500 كم، وتتواجد أساسا في الجزائر والجهة الغربية لتونس.
- جبل لالة خديجة من جرجرة في الجزائر وهي أعلى نقطة ترتفع إلى 2 308 مترا.
- وهي تشكل مع الأطلس الصحراوي سلسلتين متوازيتان تقترب من الشرق وتميل إلى التداخل من جهة تونس الغربية وشرق الجزائر وتتخلل بين السلسلتين مجموعة من السهول والهضاب الواسعة الخصبة وغنية بالنباتات والحيوانات، ويمر عليهما وادي الشلف ووادي الحضنة بسطيف.

## الوديان الرئيسية
ينبع من هذه السلسلة الجبلية العديد من الوديان منها:
- وادي الصومام
  - وادي بوسلام
  - وادي الساحل

- وادي الحراش (67 كم)
- وادي يسر (83 كم)
- وادي الرغاية.
- وادي الحميز.
- وادي سيباو.
- وادي عيسي.
- وادي مزفران.